# 티토스 반디스
티토스 반디스(Titos Vandis, 1917년 11월 7일 ~ 2003년 2월 23일)는 그리스의 배우, 정치인, 번역가이다.
아테네에서 사망하였다.

## 출연 작품
- 후레치 2 (1989년)
- 병원광 시대 (1982년)
- 눈물겨운 기적 (1979년)
- 오, 하느님! (1977년)
- 거스 (1976년)
- 스마일 (1975년)
- 엑소시스트 (1973년)
- 섹스에 대해서 알고 싶어하는 모든 것 (1972년)
- 더 리버 (1960년)
- 일요일은 참으세요 (1960년)

### 텔레비전
- 경찰 초년병 (1972년)